# Hiérarchie des genres
Pour les articles homonymes, voir genre.

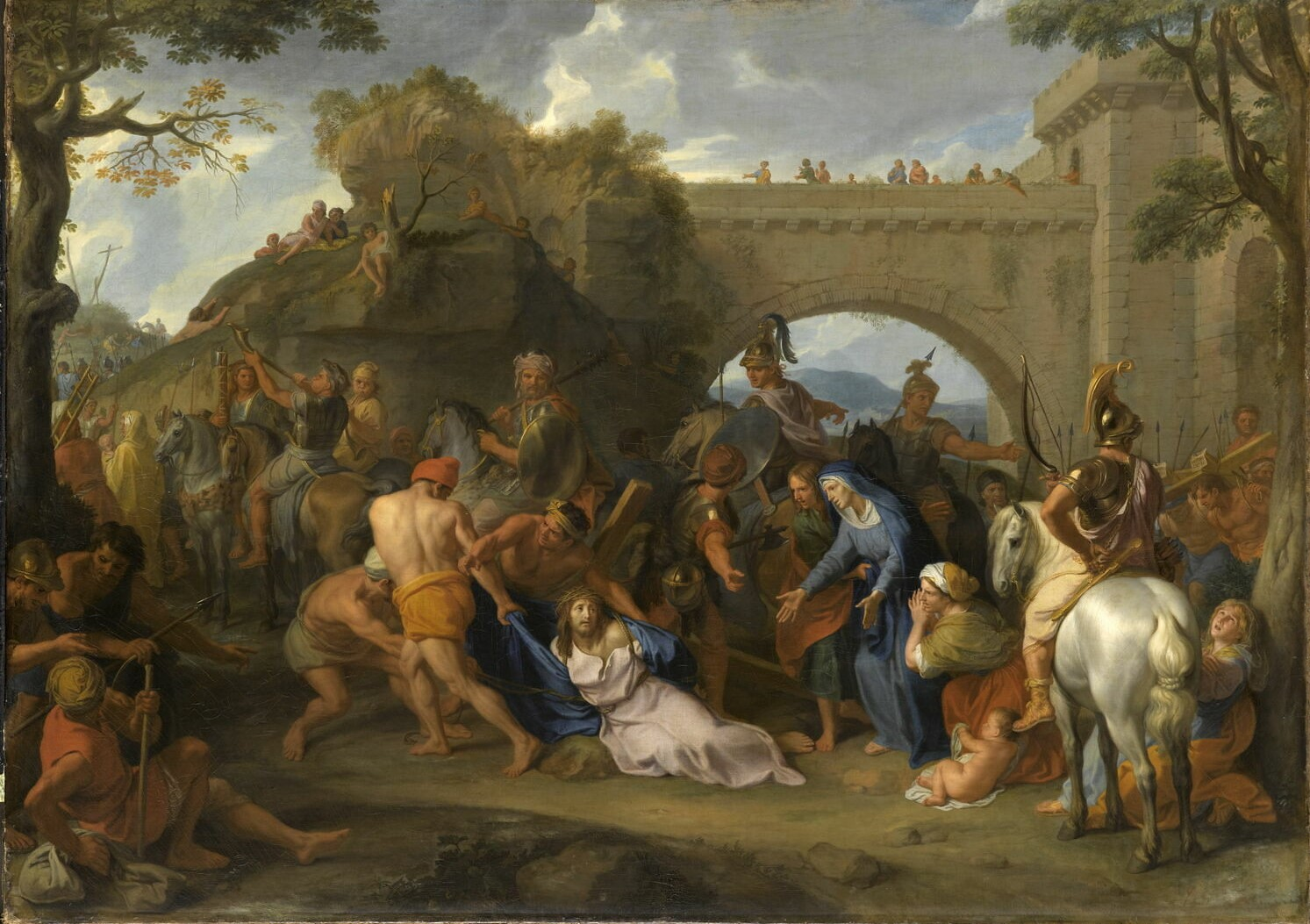
Le Portement de Croix (1688,, Louvre) de Le Brun, premier Directeur de l'Académie, est une « peinture d'histoire » (sainte), au sommet de la hiérarchie des genres.

Dans la peinture académique, la hiérarchie des genres classait les genres picturaux, plaçant au sommet la peinture d'histoire, et par échelons décroissants les autres spécialités :
1. la peinture d'histoire,
2. le portrait,
3. la scène de genre,
4. le paysage,
5. la nature morte.

Seuls les membres de l'Académie royale de peinture et de sculpture reçus comme peintres d'histoire avaient droit à enseigner.

## Fondements et liste initiale des genres
André Félibien posa la hiérarchie des genres en 1667 dans une préface des Conférences de l'Académie  :

« Celui qui fait parfaitement des paysages est au-dessus d'un autre qui ne fait que des fruits, des fleurs ou des coquilles. Celui qui peint des animaux vivants est plus estimable que ceux qui ne représentent que des choses mortes et sans mouvement ; et comme la figure de l'homme est le plus parfait ouvrage de Dieu sur la Terre, il est certain aussi que celui qui se rend l'imitateur de Dieu en peignant des figures humaines, est beaucoup plus excellent que tous les autres ... un Peintre qui ne fait que des portraits, n'a pas encore cette haute perfection de l'Art, et ne peut prétendre à l'honneur que reçoivent les plus savants. Il faut pour cela passer d'une seule figure à la représentation de plusieurs ensembles ; il faut traiter l'histoire et la fable ; il faut représenter de grandes actions comme les historiens, ou des sujets agréables comme les Poètes ; et montant encore plus haut, il faut par des compositions allégoriques, savoir couvrir sous le voile de la fable les vertus des grands hommes, et les mystères les plus relevés. »

— Félibien 1668
Si on se base sur ce texte, la hiérarchie des genres de peinture était la suivante, du plus noble au moins noble :
- Peinture d'histoire, qui est la peinture dont le sujet est tiré de la fable ou de l'histoire, dont font partie la peinture religieuse, la peinture mythologique, la peinture de bataille[1] ;
- Portrait ;
- Paysage, y compris animaux, dans lequel les marines méritent une place supérieure en raison des connaissances techniques qu'elles exigent ;
- Nature morte, de fleurs (distinguée par sa difficulté technique), de fruits, de coquillages, de gibiers, poissons, instruments de musique et autres objets inanimés.

## Évolution de la liste des genres
La pièce de réception d'un artiste déterminait son classement. Pour tenir compte des talents particuliers, des goûts de l'époque et des spécialités qu'ils suscitaient, l'Académie ajouta au cours de son existence trois nouveaux genres :
- bambochade, catégorie établie peu après la fondation de l'Académie en 1648 spécialement pour les frères Le Nain (Vitet 1861, p. 329), qui s'écarte des sujets alors admis par son réalisme.
- peinture de genre, immédiatement inférieure à la peinture d'histoire[2] ;
- peinture de fêtes galantes ou de sujets galants et modernes, catégorie créée pour Claude Gillot en 1715 et illustrée surtout par Watteau (1717)[3].

L'Académie royale ne faisait pas de différences catégorielles pour les spécialités de peintre en miniature, de sculpteur et de graveur.
Cette hiérarchie déterminait, au sein de l'Académie, le statut des différents peintres. Seuls les « peintres d'histoire » et les sculpteurs étaient aptes au professorat. La peinture d'histoire était en effet considérée comme le genre le plus difficile, parce qu'elle demande aux peintres le plus de compétences (composition, paysage, nature morte, anatomie, portrait…). La peinture d'histoire contient en principe tous les autres genres qui lui sont subordonnés. Cette hiérarchie n'échappe pas à la critique du Siècle des Lumières ; Diderot écrit notamment : 

« C'est une division superflue (...) Cependant, s'il est vrai qu'un art ne se soutienne que par le premier principe qui lui donna naissance, (...) la peinture par le portrait, la sculpture par le buste, le mépris du portrait et du buste annonce la décadence des deux arts. (...) Pierre disait un jour :  Savez-vous pourquoi, nous autres peintres d'histoire, nous ne faisons pas le portrait ? c'est que cela est trop difficile. »

Cette critique ne dut pas être isolée : Jacques-Louis David et ses élèves, tout « peintres d'histoire » qu'ils se revendiquassent, eurent à cœur de faire des portraits qui valussent ceux de Élisabeth Vigée-Lebrun.
D'autre part, le classement des œuvres comporte une part d'arbitraire. Un paysage peut se transformer en peinture d'histoire par l'adjonction d'un titre et d'une figure, comme aussi une académie en ajoutant les attributs qui peuvent en faire une allégorie.

## Affaiblissement auxXVIIIeetXIXesiècles
Après la Révolution française, et l'ébranlement du système académique, la hiérarchie des genres perd son aspect formel. L'Académie des beaux-arts qui succède en 1816 à l'Académie royale promeut cependant la continuité des valeurs de l'art français.
Le prestige de la peinture d'histoire se maintient jusqu'à la fin du XIXe siècle. Les peintres d'histoire bénéficient des nombreuses commandes de l'État pour les églises, les bâtiments officiels et le musée de Versailles. Les maîtres d'atelier de l'École des Beaux-Arts de Paris sont pour la plupart des peintres d'histoire, bénéficiant de ces commandes et transmettant les valeurs de la peinture académique.
L'École de Barbizon, puis les Impressionnistes, qui travaillent pour le marché de l'art dans le dernier tiers du siècle, renversent formellement la hiérarchie en plaçant le paysage au sommet de l'accomplissement d'un peintre.
Au XXe siècle, les classements en genres et la notion même d'une hiérarchie entre eux n'ont plus guère cours. Les qualités de concept, d'organisation graphique, de virtuosité technique, de fidélité dans la figuration du sujet, qui soutenaient la hiérarchie académique, servent de façon indépendante à la critique des peintures.